# Angela 3
Angela 3 è un film pornografico statunitense del 2017 diretto dalla Girlfriends Films.

## Riconoscimenti
- AVN Awards
  - 2018 - Best Editing[2]
  - 2018 - Best Star Showcase[3]
  - 2018 - Best Boy/Girl Sex Scene con Angela White e Manuel Ferrara
  - 2018 - Best Double Penetration Sex Scene con Angela White, Markus Dupree e Mick Blue
  - 2018 - Best Group Sex Scene con Angela White, Mick Blue, Xander Corvus, Markus Dupree, Toni Ribas e John Strong
  - 2018 - Best Solo/ Tease Performance con Angela White[4]
- XRCO Award
  - 2018 - Best Gonzo Movie[5]